# Sabaria obliquilineata
Sabaria obliquilineata là một loài bướm đêm trong họ Geometridae.